# Quinter (Kansas)
Quinte – miasto położone w Hrabstwo Gove. Liczba ludności w 2010 roku wynosiła 918.